# Armenski nogometni savez
Armenski nogometni savez (arm.: Հայաստանի ֆուտբոլի ֆեդերացիա Hajastani futboli federazia) je glavno nogometno tijelo u Armeniji. 
Osnovan je 1992. godine i u istoj godini postao je član FIFAe.
FIFA je dodijelia Armenskom nogometnom savezu umjetni travnjak kroz svoj GOAL program.

## Vanjske poveznice
- Službena stranica
- Armenija  Arhivirana inačica izvorne stranice od 23. rujna 2018. (Wayback Machine) na stranicama FIFA-e
- Armenija na stranicama UEFA-e